# Urannitride
Urannitride sind chemische Verbindungen des Urans aus der Gruppe der Nitride. Neben dem Mononitrid UN sind mit dem Sesquinitrid U2N3 und dem nichtstöchiometrischen UNx mit x zwischen 2,0 und 1,75 (meist als Urandinitrid UN2 bezeichnet) zwei weitere Urannitride bekannt.

## Darstellung
Uranmononitrid kann durch Reaktion von Uran mit Stickstoff zum Beispiel in einem Lichtbogen bei 20 bar Druck gewonnen werden. Urandinitrid kann durch Ammonolyse von Uran(IV)-fluorid, das Sesquinitrid durch thermische Zersetzung von Urandinitrid bei 700 °C in einer hochreinen Argonatmosphäre gewonnen werden.

## Eigenschaften
| Urannitride      |                        |                        |                        |
| Name             | Uranmononitrid         | Uransesquinitrid       |                        |
| CAS-Nummer       | 25658-43-9             | 12033-83-9             | 12266-20-5             |
| PubChem          | 117595                 |                        |                        |
| Summenformel     | UN                     | U2N3                   | UN2                    |
| Molare Masse     | 252,04 g·mol−1         | 518,08 g·mol−1         | 266,04 g·mol−1         |
| Aggregatzustand  | fest                   | fest                   | fest                   |
| Kurzbeschreibung | dunkelgrauer Feststoff | dunkelgrauer Feststoff | dunkelgrauer Feststoff |
| Schmelzpunkt     | 2805 °C                | Zersetzung             |                        |
| Dichte           | 14,3 g·cm−3            | 11,3 g·cm−3            |                        |
| Löslichkeit      | unlöslich in Wasser    |                        |                        |
| Radioaktivität   | Radioaktiv             | Radioaktiv             | Radioaktiv             |

Uraninitride sind dunkelgraue bis graue, pulverige Substanzen, die in kompaktem Zustand metallisch grau aussehen. Die höheren Nitride zersetzen sich bei Erhitzung zu Uranmononitrid, wobei die Zersetzung von Urandinitrid ab 675 °C einsetzt und ab 975 °C auch Uranmononitrid entsteht.
{\displaystyle \mathrm {4\ UN_{2}\longrightarrow 2\ U_{2}N_{3}+N_{2}} }
{\displaystyle \mathrm {2\ U_{2}N_{3}\longrightarrow 4\ UN+N_{2}} }
Urandinitrid und Uransesquinitrid bilden feste Lösungen mit variablem Mischungsverhältnis, die in manchen Quellen als U3N2 beschrieben werden. Uranmononitrid besitzt eine kubisch flächenzentrierte Kristallstruktur vom Natriumchlorid-Typ (a = 488,9 pm). Urandinitrid besitzt eine kubische Kristallstruktur vom Calciumfluorid-Typ mit der Raumgruppe Fm3m (Raumgruppen-Nr. 225), die α-Form des Sesquinitrid eine kubische Kristallstruktur vom Mangan(III)-oxid-Typ mit der Raumgruppe Ia3 (Nr. 206).